# 三元食品

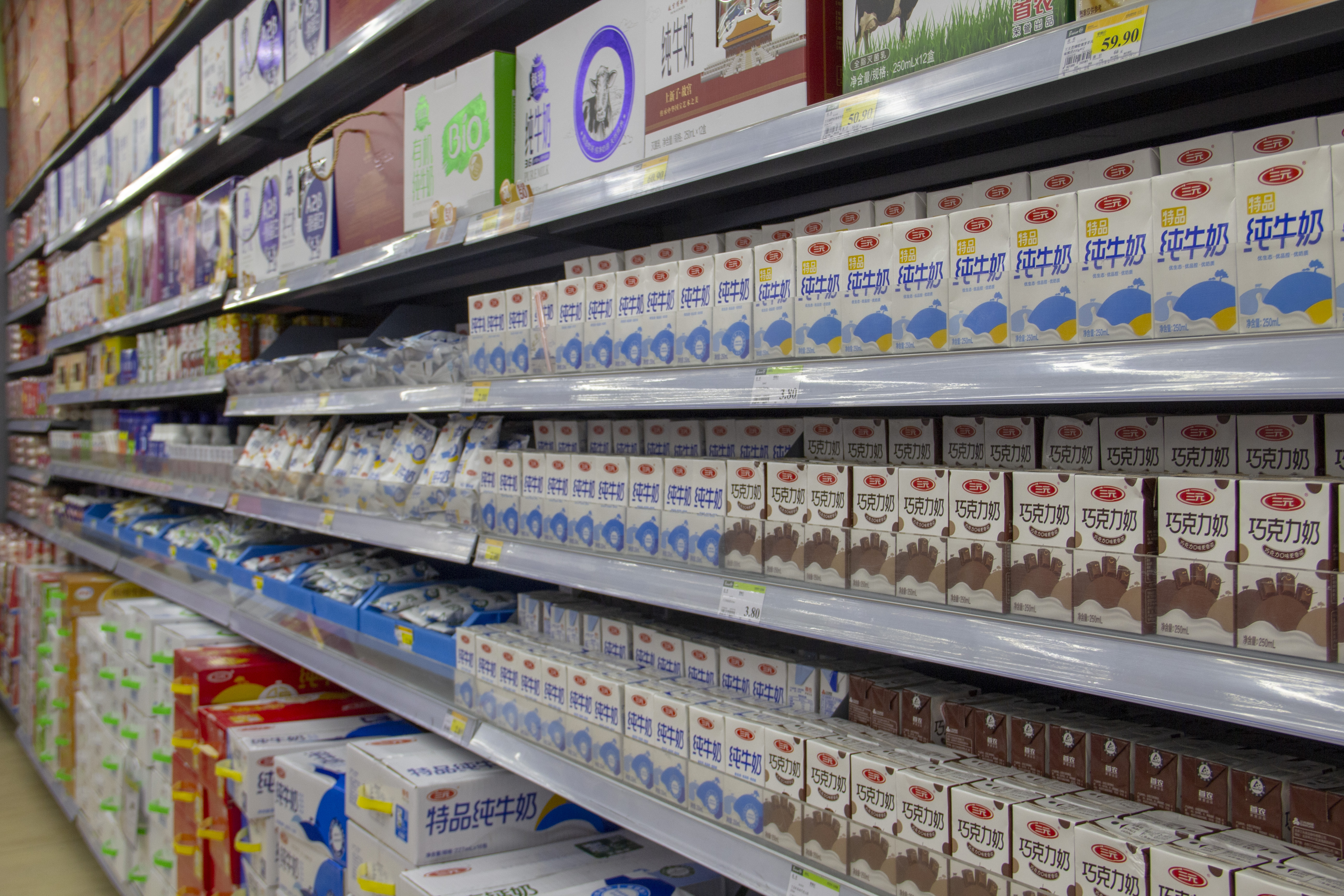
货架上的三元牛奶

北京三元食品股份有限公司（英語：Beijing Sanyuan Foods Co.,Ltd.）是一家位于北京市的国有企业，以農業和畜牧業為主要營業項目。

## 历史

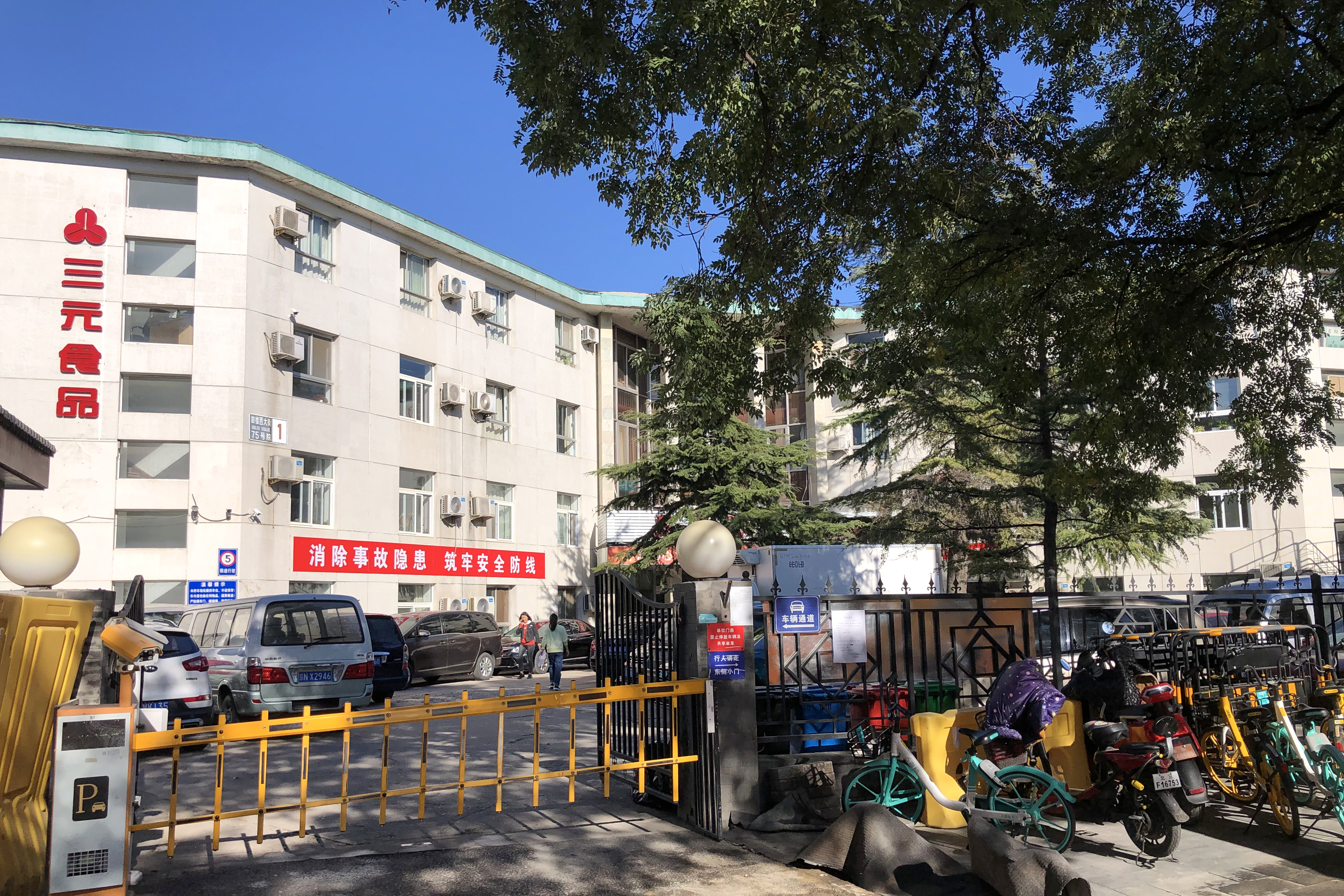
三元食品在鼓楼西大街75号的办公区（原北京市牛奶公司）

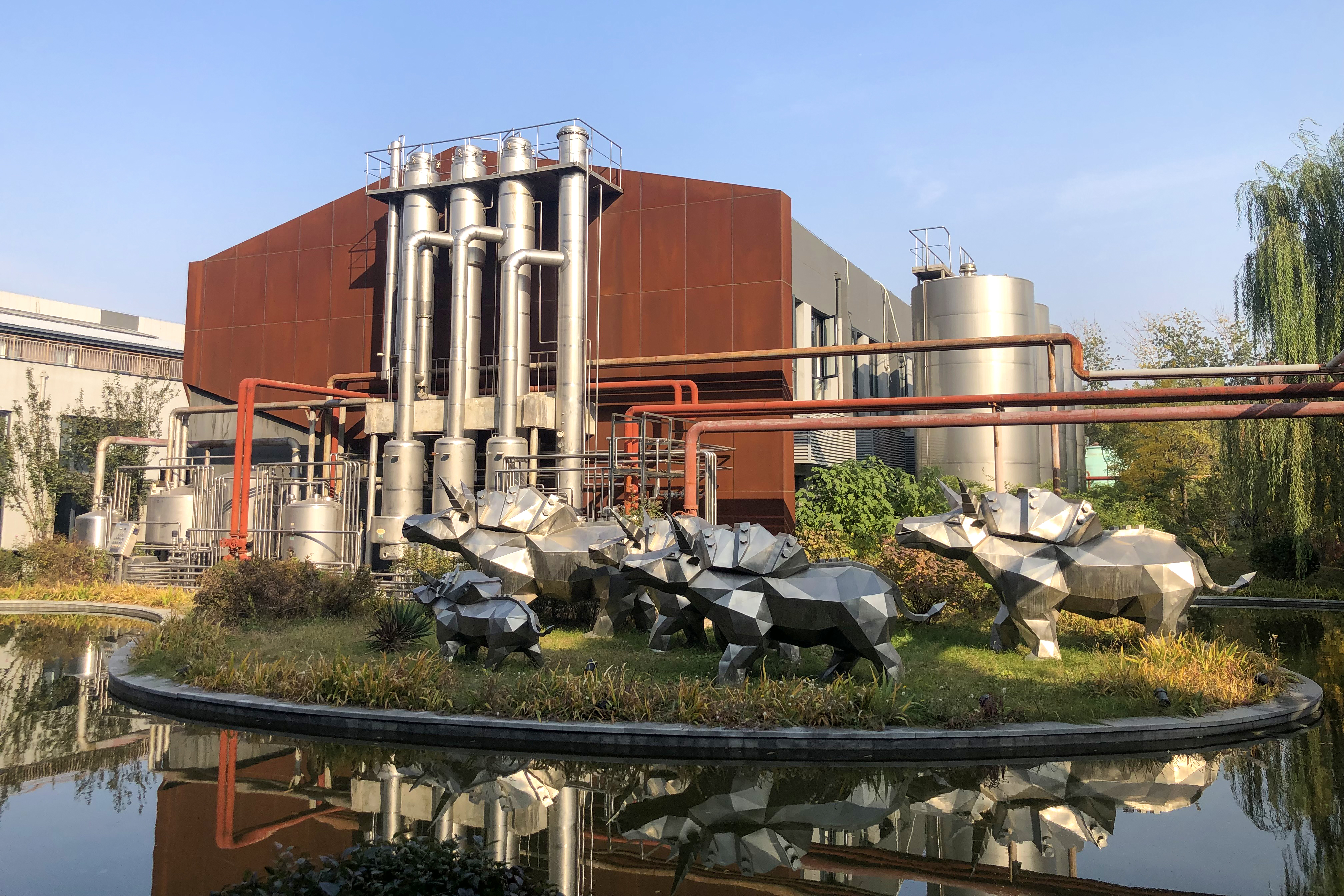
位于黑庄户地区的原三元食品乳品一厂已改造为E9区创新工场

1956年，北京市牛奶总站成立，为北京市民提供牛奶。1968年，更名为北京市牛奶公司，为市民提供牛奶。1997年3月13日，整合奶业资源和麦当劳50%股份，成立北京三元食品有限公司。1998年将原双桥乳品厂收编，该厂从德国、瑞典等地进口全套自动生产设备后成为中国内地第一家利用利乐包、利乐枕包装牛奶的企业。2001年改制为北京三元食品股份有限公司。2003年8月，向社会公开发行人民币普通股15,000万股，9月15曰在上海证券交易所上市。2006年，完成股权分置改革。2009年12月，三元食品决定投资6.8亿元在大兴区瀛海镇兴建日处理鲜奶能力为1200吨的乳品工业园，实际总投资达7.78亿元，该厂区2012年1月正式投产，原双桥乳品厂同年亦将生产线迁往瀛海，此后改建为E9区创新工场。2011年，与新华联合作收购湖南太子奶公司。

## 2008年中国奶制品污染事件

### 三元股份股票连续暴涨
由于目前在上海证券交易所上市的三元股份（股票代码：600429）的奶制品尚未被检测出含有三聚氰胺，其产品在北京地区出现脱销。产品销售量据保守测算上升约3倍左右。该公司股票从2008年9月18日连续在6个交易日内连续涨停，公司于2008年9月26日起宣布临时停盘。

### 收购三鹿集团股份
2009年3月4日，北京三元集团有限责任公司与河北三元食品有限公司组成的联合竞拍体在“三鹿集团”破产首次拍卖会以6.165亿元人民币的价格成功竞拍石家庄三鹿核心资产。